# Татьяновка (Приморский край)
Татья́новка — село в Спасском районе Приморского края. Входит в состав Хвалынского сельского поселения.

## География
Село Татьяновка стоит на левом берегу реки Одарка.
Село Татьяновка расположено на автодороге Спасск-Дальний — Яковлевка — Варфоломеевка к востоку от села Буссевка. Восточнее села Татьяновка находятся сёла Нахимовка и Нововладимировка.
Расстояние до Спасска-Дальнего около 20 км.

## Население
| 1910 | 1915 | 1923 | 1926 | 1959 | 1970 | 1979 |
| ---- | ---- | ---- | ---- | ---- | ---- | ---- |
| 331  | ↗568 | ↗686 | ↘567 | ↘300 | ↗400 | ↘310 |
| 2002 | 2010 |      |      |      |      |      |
| ↘253 | ↘242 |      |      |      |      |      |

## Улицы
| - ул. Арсеньева, - ул. Верхняя, - ул. Надежды, - ул. Партизанская, | - пер. Лесной, - пер. Новый, - пер. Таёжный, - пер. Школьный. |

## Экономика
Сельскохозяйственные предприятия Спасского района.